# Каприља (Авелино)
Каприља (итал. Capriglia) је насеље у Италији у округу Авелино, региону Кампанија.
Према процени из 2011. у насељу је живело 642 становника. Насеље се налази на надморској висини од 532 м.